# Emmenosperma micropetalum
Emmenosperma micropetalum là một loài thực vật có hoa trong họ Táo. Loài này được (A.C.Sm.) M.C.Johnst. mô tả khoa học đầu tiên năm 1971.